# Tragedia di Tisbe
La Tragedia di Tisbe è una tragedia perduta scritta da Ludovico Ariosto attorno al 1493. L'opera giovanile è il primo approccio dell'autore al teatro e rimane tra i suoi lavori minori perché la sua produzione drammatica si svilupperà in modo più significativo nei primi anni del Cinquecento, con la Cassaria e I suppositi, commedie ispirate alle opere latine di Plauto e Terenzio.
Ariosto sicuramente per la composizione del dramma trae la storia dalle Metamorfosi dello scrittore latino Publio Ovidio Nasone. Alla vicenda tragica di Piramo e Tisbe ha attinto anche William Shakespeare per la sua opera probabilmente più celebre, Romeo e Giulietta, trasferendo la vicenda a Verona e i caratteri dei due innamorati nei personaggi di Romeo Montecchi e Giulietta Capuleti.

## Mito
La vicenda è ambientata a Babilonia, dove due famiglie si odiano intensamente, recandosi sempre scherno. Continuamente hanno luogo furibonde liti e zuffe.
Tuttavia un sincero amore giovanile lega i due casati: l'affetto di Piramo e Tisbe. I genitori sanno del loro rapporto e per questo li fanno rinchiudere in due stanze, senza far sapere ai due che queste sono adiacenti.
Ma Piramo e Tisbe se ne accorgono e possono così scambiarsi, piangendo, dolci frasi d'amore.
Passati alcuni giorni, Piramo ha un'idea: propone a Tisbe di aggredire i servi incaricati di portare il cibo, di legarli, rubare le chiavi e fuggire per poi ricongiungersi sotto un albero di gelso.
Tisbe è entusiasta dell'idea e, non appena giunge la serva, la tramortisce e, dopo averle legato le gambe, scappa sotto all'albero. Ma la giovane, mentre si trova nei pressi di una sorgente, intravede un leone feroce con la bocca sporca di sangue reduce da un recente pasto e fugge via terrorizzata.
Anche Piramo è riuscito a liberarsi, ma con un'ora di ritardo, e si sta avviando speranzoso verso il luogo stabilito.
Intanto il leone, avendo visto il panno con cui Tisbe si era camuffata a terra, ci si pulisce il muso, squarciandolo. Giunge Piramo, vede il panno di Tisbe lacero e lordo di sangue e teme il peggio: la morte violenta della sua Tisbe. Senza esitare, estrae un pugnale e si uccide.
Poco dopo Tisbe, pensando che il leone si sia allontanato, arriva sul posto e vede il suo amore a terra, privo di vita. Piange e impreca contro i genitori nemici e poi, senza emettere un gemito e senza versare una lacrima, si trafigge. Il suo sangue giunge fino alle radici dell'albero di gelso, macchiando tutti i fiori.